# Rock Port (Misuri)
Rock Port es una ciudad ubicada en el condado de Atchison en el estado estadounidense de Misuri. En el Censo de 2010 tenía una población de 1318 habitantes y una densidad poblacional de 183,65 personas por km². Está situada sobre al orilla izquierda del río Misisipi, que la separa de Nebraska, y pocos kilómetros al sur de Iowa. 

## Geografía
Rock Port se encuentra ubicada en las coordenadas 40°24′39″N 95°31′59″O / 40.41083, -95.53306. Según la Oficina del Censo de los Estados Unidos, Rock Port tiene una superficie total de 7.18 km², de la cual 7.18 km² corresponden a tierra firme y (0%) 0 km² es agua.

## Demografía
Según el censo de 2010, había 1318 personas residiendo en Rock Port. La densidad de población era de 183,65 hab./km². De los 1318 habitantes, Rock Port estaba compuesto por el 98.18% blancos, el 0% eran afroamericanos, el 0.3% eran amerindios, el 0% eran asiáticos, el 0% eran isleños del Pacífico, el 0.08% eran de otras razas y el 1.44% pertenecían a dos o más razas. Del total de la población el 1.9% eran hispanos o latinos de cualquier raza.